# Santa María de Caparo
Pour les articles homonymes, voir Santa Maria.
Santa María de Caparo est le chef-lieu de la municipalité de Padre Noguera dans l'État de Mérida au Venezuela.